# 海岸防禦御用掛
海岸防禦御用掛（かいがんぼうぎょごようがかり）は、江戸幕府の職名の一つ。通称して海防掛ともいう。寛政4年（1792年）に設置され、当初は常設ではなかったが、弘化2年（1845年）からは常設となった。嘉永6年（1853年）のペリー来航に際して強化され、安政5年（1858年）に外国奉行の設置に伴い廃止された。

## 概要
寛政4年（1792年）にロシアのアダム・ラクスマンが通商を求めて来航したことにより、海防の重要性が認識され、老中松平定信が海防掛に任じられたのが最初である。天保13年（1842年）には、信濃松代藩主真田幸貫（松平定信の次男）も老中・海防掛を務め、松代藩士である佐久間象山が世に知られるきっかけとなった。
弘化2年（1845年）、老中阿部正弘は海防掛を常設とし、阿部の他に牧野忠雅（老中）、大岡忠固（若年寄）、本多忠徳（若年寄）が任じられた。実際の運用は、勘定奉行、目付に命じられ、老中の諮問に答える形をとった。
嘉永5年（1852年）、長崎に着任したオランダ商館長ドンケル・クルチウスは、別段風説書によりマシュー・ペリー率いるアメリカ東インド艦隊の来航を予告し、かつ砲艦外交に屈して開国するよりはオランダと平和的に通商条約を結ぶことを提案した。阿部は当時海防掛であった、松平近直、石河政平、川路聖謨、竹内保徳等に諮問したが、条約交渉には応じるべきではないとの回答を得ている。
嘉永6年（1853年）6月、オランダから予告されていた通り、フィルモア大統領の親書を携えたペリー艦隊が浦賀沖に来航（黒船来航）して浦賀奉行戸田氏栄らを通じて日本の開国と条約の締結を求めてきた。ペリー来航当時、時の将軍徳川家慶は死の床にあり、国家の一大事に際して執政をとるなど適わない状態であった。幕府は一旦は親書を受け取り、実際の交渉は翌年に行うという条件でペリーを退去させた。
阿部は川路聖謨と松平近直以外の海防掛を順次外し、幕臣から堀利煕、岩瀬忠震、永井尚志、大久保忠寛を抜擢した。この人事により、海防掛は諮問機関から行政機関へと変貌し、また開国の準備が整った。幕臣からは水野忠徳、土岐頼旨（再任）、筒井政憲、井上清直等も海防掛に任官している。韮山代官であった江川英龍も加わった。
これら実務官僚の充実に加え、阿部は将軍を中心とした譜代大名・旗本らによる独裁体制の慣例を破り、水戸藩主徳川斉昭を海防参与に推戴した。この際水戸藩からは斉昭の腹心である戸田忠太夫・藤田東湖を同じく幕府の海岸防禦御用掛として迎え、戸田忠太夫の実弟で水戸藩の安島帯刀を海防参与秘書掛に任じて、幕府の海防政策のあり方を検討させた。徳川斉昭は海防のあり方について積極的に献策を行ったが、開国には反対であった。翌年の嘉永7年（1854年）、アメリカとの間で日米和親条約を締結したため、これに怒った徳川斉昭は海防参与を辞任した。このような諸大名・諸藩の藩士をもおおいに幕政に参画させた政治手法は、結果として諸大名や朝廷が中央政治に進出する足がかりをつくることとなったといわれ、幕藩体制の崩壊の呼び水になったともいわれている。
なお、阿部から抜擢された岩瀬忠震、井上清直、永井尚志、水野忠徳、堀利熙の5人(安政五賊)は、安政5年（1858年）の夏に、アメリカ・イギリス・フランス・ロシア・オランダによって恫喝され、安政五カ国条約を締結することになった。日米修好通商条約調印直後に海防掛は廃止され、5人は外国奉行に任じられた。従来は彼らが交渉にあたったこの条約は「不平等条約」とされてきたが、近年は、関税の税率は20%であり、領事裁判権も横浜の外国人居留地の関内に限定されており、不平等ではなく、逆に彼らの功績を評価する論考も増えてきています。

## 参考資料
- 土居良三著『幕末 五人の外国奉行―開国を実現させた武士』中央公論社（1997年）。ISBN 978-4120027079